# Cantanhede, Maranhão
Cantanhede là một đô thị thuộc bang Maranhão, Brasil. Đô thị này có diện tích 797,887 km², dân số năm 2007 là 18617 người, mật độ 23,33 người/km².